# Steven Caldwell (football)
Pour les articles homonymes, voir Steven Caldwell et Caldwell.
Steven Caldwell est un footballeur international écossais né le 12 septembre 1980 à Stirling. Il évolue au poste de défenseur.

## Carrière
- 1998-2004 :  Newcastle United FC
  - 2001 :  Blackpool FC (prêt)
  - 2001-2002 :  Bradford City AFC (prêt)
  - 2004 :  Leeds United FC (prêt)
- 2004-2007 :  Sunderland AFC
- 2007-2010 :  Burnley FC
- 2010-2011 :  Wigan Athletic
- 2011-2013 :  Birmingham City
- 2013 :  Toronto FC [2],[1] (prêt)
- 2013-2015 :  Toronto FC

Caldwell est transféré à Birmingham City en juillet 2011.

## Palmarès
- Sunderland AFC
  - Championship
    - Champion : 2005